# Мішелл Торрес
Мішелл Торрес (англ. Michelle Torres; нар. 27 червня 1967) — колишня американська тенісистка.
Найвищу одиночну позицію світового рейтингу — 18 місце досягла 12 листопада, 1984, парну — 181 місце — 9 листопада, 1987 року.
Здобула 1 одиночний титул.
Найвищим досягненням на турнірах Великого шолома було 3 коло в одиночному розряді.
Завершила кар'єру 1989 року.

## Фінали Туру WTA

### Одиночний розряд: 2 (1–1)
| Перемога — Легенда            |
| ----------------------------- |
| Турніри Великого шолома (0–0) |
| Турніри Туру WTA (0–0)        |
| Вірджинія Слімс (1–1)         |

| Титули за покриттям |
| ------------------- |
| Тверде (1–1)        |
| Трава (0–0)         |
| Ґрунт (0–0)         |
| Килим (0–0)         |

| Результат | Ранг | Дата            | Турнір             | Покриття | Суперниця              | Рахунок       |
| --------- | ---- | --------------- | ------------------ | -------- | ---------------------- | ------------- |
| Поразка   | 1.   | 23 вересня 1984 | Maybelline Classic | Тверде   | Мартіна Навратілова    | 1–6, 0–6      |
| Перемога  | 1.   | 14 жовтня 1984  | Eckerd Open        | Тверде   | Карлінг Бассетт-Сегусо | 6–1, 7–6(7–4) |